# Júlio Calegari
Imagem promocional do Atelier Calegari, onde fica evidente o talento do fotógrafo para efeitos pictóricos.
Júlio Calegari (Porto Alegre, 16 de maio de 1886 – Caxias do Sul, 31 de outubro de 1938) foi um fotógrafo brasileiro, afamado na região de colonização italiana do Rio Grande do Sul.
Deixou produção numerosa, com exemplares de grandes qualidades plásticas que exploram efeitos similares aos da pintura. Foi muito procurado, especialmente pela elite caxiense, e recebeu vários prêmios em feiras e exposições de âmbito estadual, mas sua obra, embora comece a ser resgatada, ainda espera mais estudos.

## Vida

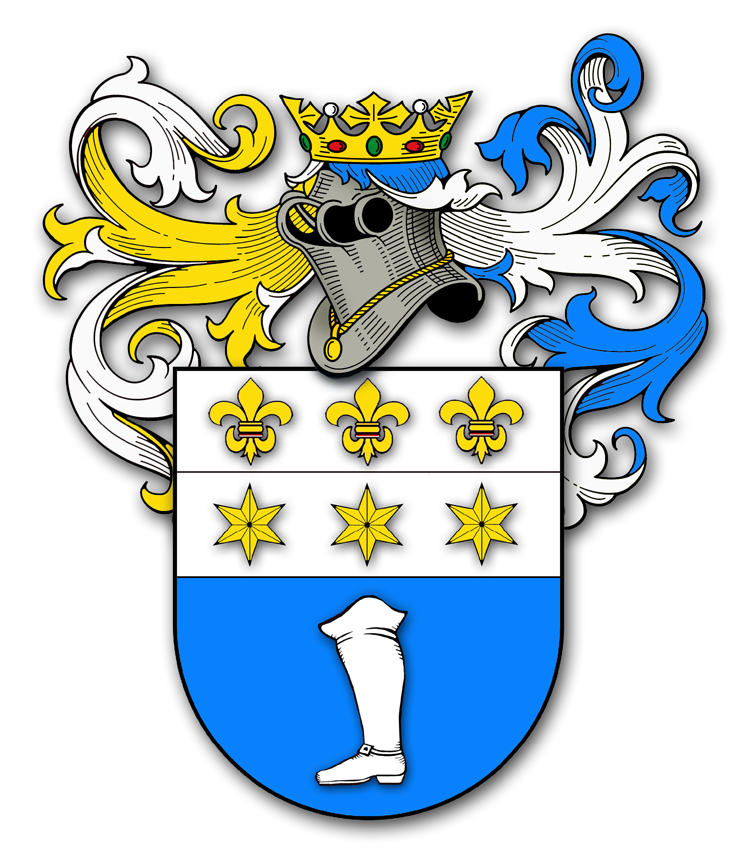
Brasão Calegari.

Era filho de imigrantes italianos oriundos de Bérgamo que se fixaram em Porto Alegre. Foi o caçula de sete irmãos, entre eles Virgilio Calegari, com quem partilharia um gosto pela fotografia, e de quem provavelmente aprendeu a técnica. Influenciado por outro irmão, passou a se interessar também pelo teatro, atuando amadoristicamente em várias peças que itineravam pelo interior do Rio Grande do Sul. Em uma dessas viagens, ao se apresentar em Bento Gonçalves, conheceu sua futura esposa, Anita Zanoni.
Em 1915, já casado, mudou-se para Bento Gonçalves, abrindo um atelier de fotografia, e em 1917 transferiu-se para Caxias do Sul, já um polo regional, onde esperava ganhar uma clientela maior. Abriu um atelier na rua Dr. Montaury, e poucos anos mais tarde, um maior e mais equipado na Avenida Júlio de Castilhos. Ali se notabilizou na arte do retrato. Ao longo dos anos realizou inúmeros, bem como diversas exposições, sendo muito requisitado. Faleceu em 1938, vítima de pneumonia.

## Obra

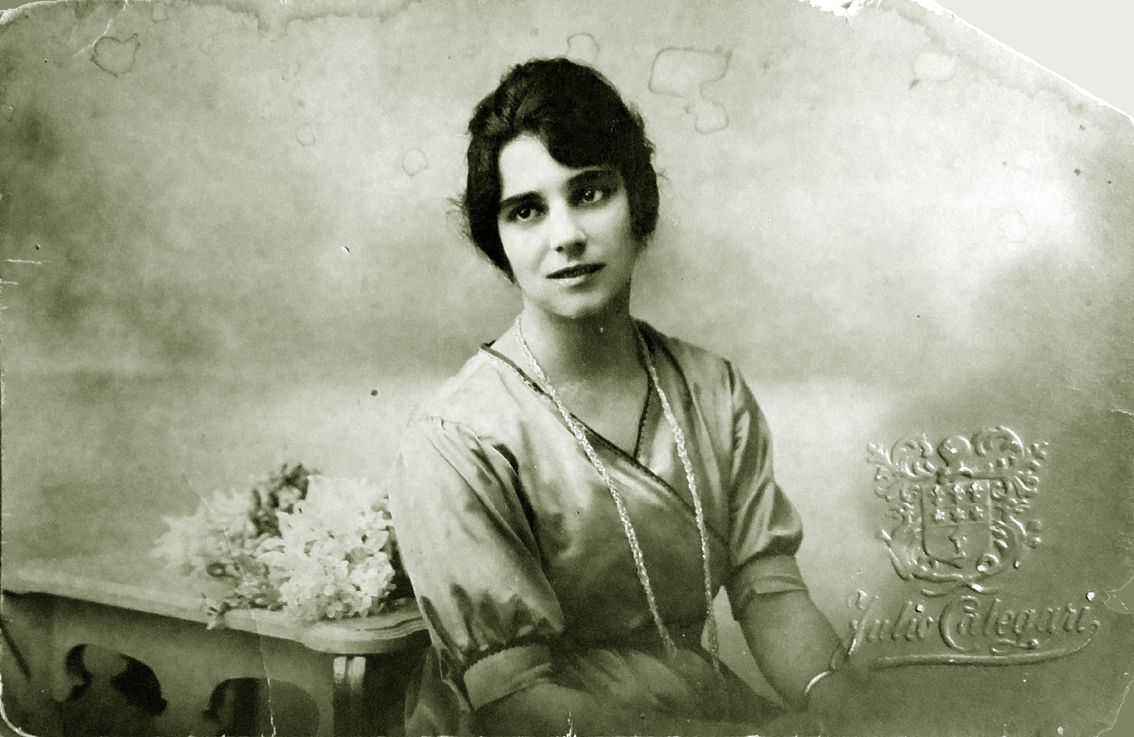
Retrato de modelo não identificada. No canto inferior direito da foto está o timbre em relevo com o brasão que identificava o seu estúdio.

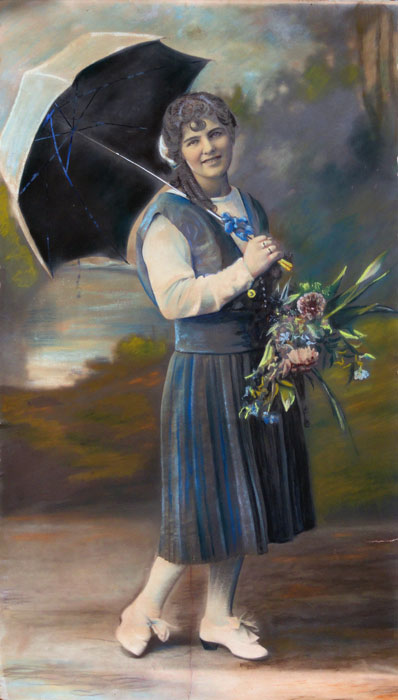
Retrato de Ida Sartori Paternoster, c. 1920. Foto de grandes dimensões (c. 150 cm de altura) inteiramente retocada com tinta e giz pastel. Coleção Paternoster-Frantz.

Calegari foi um dos primeiros fotógrafos profissionais a se fixar e se destacar na região de colonização italiana do Rio Grande do Sul. Teve um grande concorrente na figura de Giacomo Geremia, dono do outro grande estúdio fotográfico de Caxias do Sul do início do século XX. Ambos atendiam a solicitações de toda a região. Naquela época o retrato fotográfico passava a ser um instrumento de afirmação social tão eficiente quanto o retrato pintado fora desde séculos antes, mas era muito mais barato, possibilitando o acesso das classes média e baixa e a multiplicação das imagens em muitas cópias, que podiam ser dadas como lembranças para amigos e parentes, assegurando a preservação da memória do fotografado.
No entanto, a clientela de Calegari foi em sua maioria de imigrantes enriquecidos no comércio e na indústria, uma elite essencialmente urbana. Esta classe social buscava uma representação de si com atributos que indicassem sua riqueza e sua educação. Para isso, era necessária uma ambientação especial, o estudo do traje a ser usado, da iluminação, da pose do modelo, dos objetos acessórios, e outros detalhes. Calegari mantinha em seu atelier uma sala especial onde os modelos podiam repousar e se sentir à vontade, o que, para o fotógrafo, era importante na busca pela expressão mais fotogênica e mais fiel ao verdadeiro caráter das pessoas. Sua iluminação era particularmente apreciada, inspirada, segundo o artista, nas pinturas de Rembrandt.
Estava na moda, paralelamente, a pesquisa de efeitos fotográficos que se assemelhavam a recursos típicos da pintura, como esfumados e degradês, o que aumentava as qualidades poéticas da cena e remetia à referência, muito mais prestigiada, da própria tradição pictórica. Cenários pintados usados como fundo e o retoque com aquarela, pastel ou tinta a óleo diretamente na fotografia acrescentavam efeitos pictóricos. Muitas de suas imagens são integralmente coloridas, com uma atmosfera lírica e evocativa de grande poesia, típica da art nouveau, mas outras vezes adotou uma abordagem mais objetiva. Fotografou indivíduos e grupos.
Participou de várias feiras e exposições coletivas no estado, sendo premiado várias vezes, e realizou individuais em sua cidade adotiva, ganhando fama regional apreciável. Muitos estabelecimentos comerciais expunham suas obras em suas vitrines. Numa época em que a fotografia ainda lutava para ser reconhecida generalizadamente como uma forma de arte, via a si mesmo não como um simples fotógrafo, mas como um artista, o que deixava claro na publicidade de seu atelier, enfatizando também o caráter "moderno" de suas imagens, uma modernidade da qual a própria arte da fotografia era um dos grandes símbolos no início do século XX.
O Arquivo Histórico Municipal João Spadari Adami possui significativa coleção de suas imagens, que têm sido revisitadas em exposições recentes e são usadas em publicações sobre a história local, participou da sala histórica especial do 5° Festival Internacional de Fotografia de Porto Alegre em 2011, e o Museu Municipal de Caxias do Sul mantém um espaço dedicado à sua memória. Seu nome batiza uma rua de Caxias do Sul.